# 도미니크 보스허트
도미니크 보스허트(프랑스어: Dominique Bosshart, 1977년 10월 7일 ~ )는 2000년 올림픽에서 동메달을 획득한 스위스계 캐나다의 전 태권도 선수이다.